# Chodel (gromada)
Chodel – dawna gromada, czyli najmniejsza jednostka podziału terytorialnego Polskiej Rzeczypospolitej Ludowej w latach 1954–1972.
Gromady, z gromadzkimi radami narodowymi (GRN) jako organami władzy najniższego stopnia na wsi, funkcjonowały od reformy reorganizującej administrację wiejską przeprowadzonej jesienią 1954 do momentu ich zniesienia z dniem 1 stycznia 1973, tym samym wypierając organizację gminną w latach 1954–1972.
Gromadę Chodel z siedzibą GRN w Chodlu utworzono – jako jedną z 8759 gromad na obszarze Polski – w powiecie lubelskim w woj. lubelskim na mocy uchwały nr 12 WRN w Lublinie z dnia 5 października 1954. W skład jednostki weszły obszary dotychczasowych gromad Chodel, Zastawki, Borów wieś, Jeżów, Trzciniec, Budzyń, Huta Borowska i Majdan Borowski oraz miejscowość Kawęczyn z dotychczasowej gromady Ratoszyn I ze zniesionej gminy Chodel w powiecie lubelskim, ponadto obszary dotychczasowych gromad Adelina i Osiny ze zniesionej gminy Godów w powiecie puławskim w tymże województwie. Dla gromady ustalono 27 członków gromadzkiej rady narodowej.
1 stycznia 1956 gromada weszła w skład nowo utworzonego powiatu bełżyckiego w tymże województwie.
1 stycznia 1962 do gromady Chodel włączono kolonię Borów ze zniesionej gromady Skrzyniec w tymże powiecie.
Gromada przetrwała do końca 1972 roku, czyli do kolejnej reformy gminnej. 1 stycznia 1973 – tym razem w powiecie bełżyckim – reaktywowano gminę Chodel (od 1999 gmina Chodel znajduje się w powiecie opolskim w woj. lubelskim).